# Євдокименко Анатолій Кирилович
Анато́лій Кири́лович Євдоки́менко (20 січня 1942, Капітанівка — 23 жовтня 2002, Київ) — український музикант, керівник ансамблю «Червона рута». Народний артист України (1992). Чоловік співачки Софії Ротару (від 22 вересня 1968 року).

## Біографія

Могила Анатолія Євдокименка

Народився 20 січня 1942 року у с. Капітанівка (нині Лиманський район Одеської області). Навчався у чернівецькій загальноосвітній школі I-III ступенів № 3. Закінчив фізико-математичний факультет Чернівецького університету (1971) та Київський інститут культури (1982).
У 1971—1977 роках — артист вокально-інструментального ансамблю «Червона рута» Чернівецької філармонії; від 1971 — художній керівник і режисер концертних програм за участі Софії Ротару; у 1977—2002 роках — соліст Кримської філармонії (Сімферополь). Здійснював естрадні обробки українських народних пісень.
Помер у Києві 23 жовтня 2002 року. Похований на Байковому кладовищі (ділянка № 49а).
Брат, Валерій Євдокименко — секретар Чернівецького міськкому КПРС у 1967—1989 рр.

## Пам'ять
У 2003 році в Чернівцях вулицю, на якій жив Анатолій Євдокименко, названо його іменем.